# Valeriano Salvatierra
Valeriano Salvatierra Barriales (Toledo, 14 de abril de 1789-Madrid, 24 de mayo de 1836) fue un escultor español.

## Biografía
Nació en 1789 en Toledo, hijo de Faustina Barriales y Mariano Salvatierra. Tras iniciarse en el taller de su padre, también escultor, ingresó en la Academia de Bellas Artes de San Fernando (1807) para marchar posteriormente a Roma. Aquí tuvo la oportunidad de conocer a Canova y Thorwaldsen así como un reconocimiento por su obra Aquiles extrayéndose la flecha, que fue premiada en 1813 por la Academia de San Lucas.

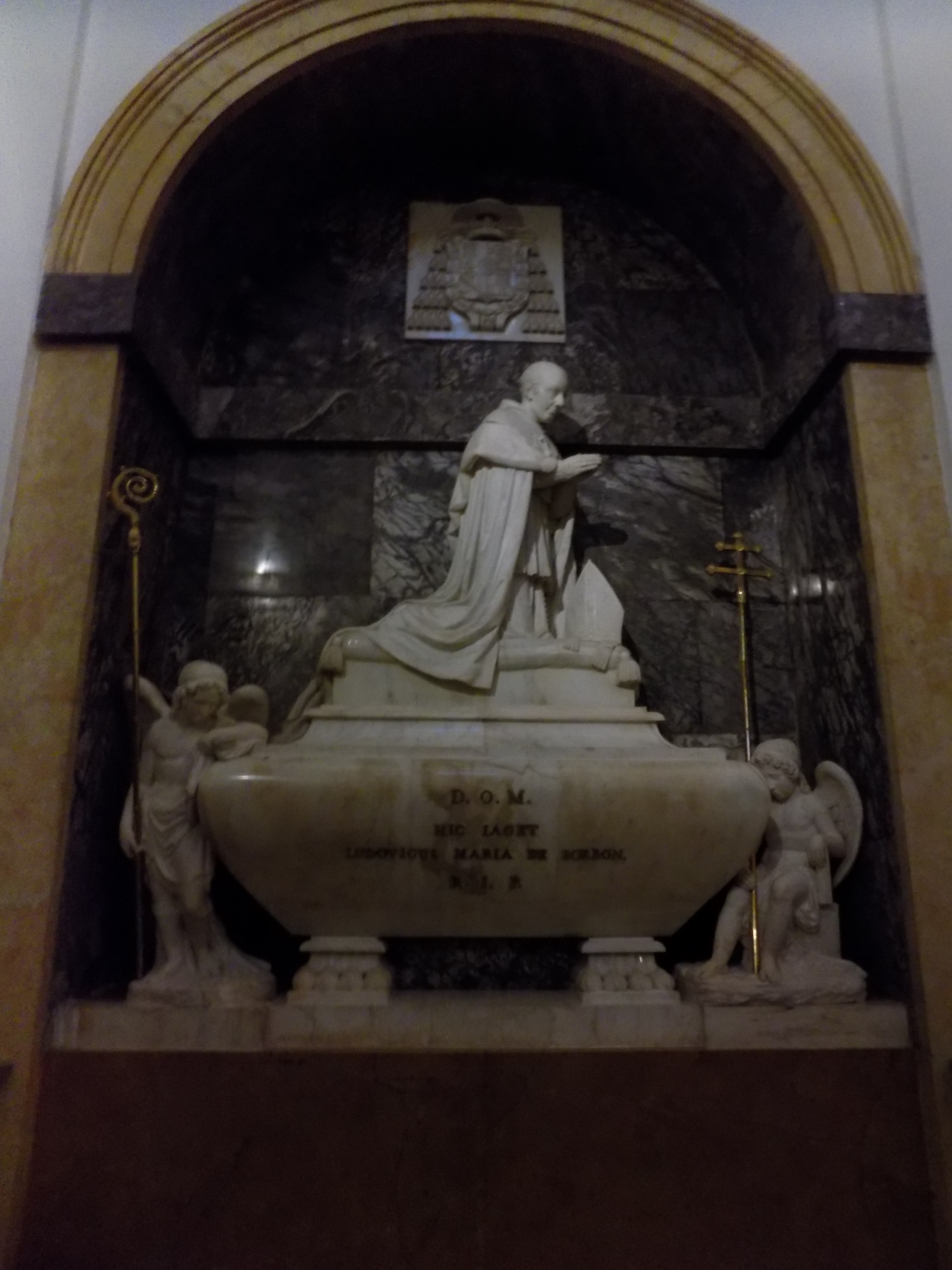
Sepulcro de Luis María de Borbón

De regreso a España fue profesor en la catedral de Toledo y posteriormente ingresó como académico de mérito en la Academia de San Fernando. En 1819 fue nombrado escultor de cámara honorario por Fernando VII, pasando a ser primer escultor de cámara tras la muerte de Ramón Barba en 1831. Desde 1827 trabajó en la restauración de esculturas del Real Museo de Pinturas (hoy Museo del Prado) así como en la decoración escultórica de la fachada del mismo.
Falleció en Madrid en 1836.

## Obras

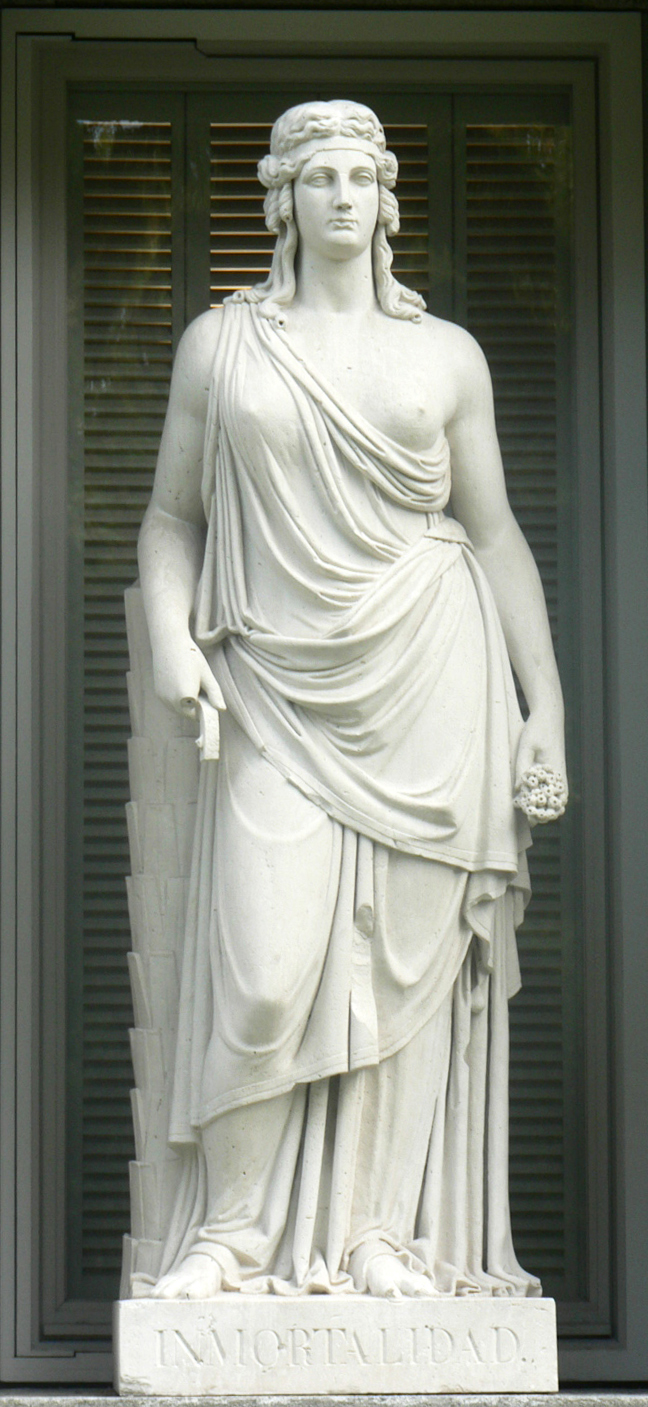
Inmortalidad, escultura en el Museo del Prado.

- Coronamiento de la Puerta de Toledo junto con Ramón Barba.
- Las doce estatuas alegóricas para el primer cuerpo de la fachada principal del Museo del Prado.
- Retrato de Isidoro Máiquez (Museo de la Real Academia de San Fernando).
- Retrato del pintor José Aparicio.
- Sepulcro del cardenal don Luis de Borbón y Vallabriga (catedral de Toledo). En este sepulcro, realizado en Roma en 1824, se aprecia la influencia clara de Bernini o Canova.
- Sepulcro de la condesa de Chinchón (Palacio de Boadilla del Monte, Madrid). Realizado en 1828.